# Trophée NHK 1992
Navigation
Édition précédente Édition suivante
Le Trophée NHK (en anglais : NHK Trophy) est une compétition internationale de patinage artistique qui se déroule au Japon au cours de l'automne. Il accueille des patineurs amateurs de niveau senior dans quatre catégories: simple messieurs, simple dames, couple artistique et danse sur glace.
Le quatorzième Trophée NHK est organisé en 1992 au gymnase olympique de Yoyogi à Tokyo.

## Résultats

### Messieurs
| Rang    | Nom                | Pays           | Points | Prog. court | Prog. libre |
| ------- | ------------------ | -------------- | ------ | ----------- | ----------- |
| 1       | Philippe Candeloro | France         | 2.0    | 2           | 1           |
| 2       | Elvis Stojko       | Canada         | 3.5    | 3           | 2           |
| 3       | Aleksey Urmanov    | Russie         | 5.5    | 1           | 5           |
| 4       | Jung Sung-il       | Corée du Sud   | 6.0    | 6           | 3           |
| 5       | Aren Nielsen       | États-Unis     | 7.5    | 7           | 4           |
| 6       | Masakazu Kagiyama  | Japon          | 8.0    | 4           | 6           |
| 7       | Konstantin Kostin  | Lettonie       | 9.5    | 5           | 7           |
| 8       | Liu Yueming        | Chine          | 12.5   | 9           | 8           |
| 9       | Tomoaki Yoyama     | Japon          | 13.0   | 8           | 9           |
| 10      | David Liu          | Taipei chinois | 16.0   | 10          | 11          |
| 11      | Craig Heath        | États-Unis     | 16.5   | 13          | 10          |
| 12      | Kim Chol Sung      | Corée du Nord  | 18.0   | 12          | 12          |
| Abandon | Vasili Eremenko    | Ukraine        |        | 11          |             |

### Dames
| Rang | Nom                | Pays          | Points | Prog. court | Prog. libre |
| ---- | ------------------ | ------------- | ------ | ----------- | ----------- |
| 1    | Surya Bonaly       | France        | 3.5    | 5           | 1           |
| 2    | Kumiko Koiwai      | Japon         | 4.0    | 2           | 3           |
| 3    | Yuka Sato          | Japon         | 6.5    | 1           | 6           |
| 4    | Lu Chen            | Chine         | 7.0    | 10          | 2           |
| 5    | Maria Butyrskaya   | Russie        | 7.0    | 4           | 5           |
| 6    | Alice Sue Claeys   | Belgique      | 8.0    | 8           | 4           |
| 7    | Olga Markova       | Russie        | 11.5   | 3           | 10          |
| 8    | Kyoko Ina          | États-Unis    | 12.0   | 6           | 9           |
| 9    | Josée Chouinard    | Canada        | 12.5   | 11          | 7           |
| 10   | Lisa Ervin         | États-Unis    | 12.5   | 9           | 8           |
| 11   | Rena Inoue         | Japon         | 14.5   | 7           | 11          |
| 12   | Junko Yaginuma     | Japon         | 18.0   | 12          | 12          |
| 13   | Liudmila Ivanova   | Ukraine       | 19.5   | 13          | 13          |
| 14   | Song Hui Li        | Corée du Nord | 21.0   | 14          | 14          |
| 15   | Lily Lyoonjung Lee | Corée du Sud  | 22.5   | 15          | 15          |

### Couples
| Rang | Nom                                     | Pays       | Points | Prog. court | Prog. libre |
| ---- | --------------------------------------- | ---------- | ------ | ----------- | ----------- |
| 1    | Evgenia Shishkova / Vadim Naumov        | Russie     | 1.5    | 1           | 1           |
| 2    | Marina Eltsova / Andrei Bushkov         | Russie     | 3.0    | 2           | 2           |
| 3    | Calla Urbanski / Rocky Marvel           | États-Unis | 5.0    | 4           | 3           |
| 4    | Isabelle Brasseur / Lloyd Eisler        | Canada     | 5.5    | 3           | 4           |
| 5    | Svetlana Pristav / Viacheslav Tkachenko | Ukraine    | 7.5    | 5           | 5           |
| 6    | Tracey Damigella / Doug Williams        | États-Unis | 9.0    | 6           | 6           |

### Danse sur glace
| Rang | Nom                                       | Pays          | Points | Danse imposée 1 | Danse imposée 2 | Danse originale | Danse libre |
| ---- | ----------------------------------------- | ------------- | ------ | --------------- | --------------- | --------------- | ----------- |
| 1    | Maïa Oussova / Alexandre Jouline          | Russie        | 2.0    | 1               | 1               | 1               | 1           |
| 2    | Anzhelika Krylova / Vladimir Fedorov      | Russie        | 4.0    | 2               | 2               | 2               | 2           |
| 3    | Sophie Moniotte / Pascal Lavanchy         | France        | 6.4    | 4               | 3               | 3               | 3           |
| 4    | Irina Romanova / Igor Yaroshenko          | Ukraine       | 7.6    | 3               | 4               | 4               | 4           |
| 5    | Elizabeth Punsalan / Jerod Swallow        | États-Unis    | 10.6   | 5               | 6               | 6               | 5           |
| 6    | Penny Mann / Juan Carlos Noria            | Canada        | 12.0   | 7               | 7               | 7               | 5           |
| 7    | Tatiana Navka / Samuel Gezalian           | Biélorussie   | 12.4   | 6               | 5               | 5               | 7           |
| 8    | Elizabeth Stekolnikova / Dmitri Kazarliga | Kazakhstan    | 16.0   | 8               | 8               | 8               | 8           |
| 9    | Wendy Millette / Jason Tebo               | États-Unis    | 18.0   | 9               | 9               | 9               | 9           |
| 10   | Kayo Shirahata / Hiroshi Tanaka           | Japon         | 20.0   | 10              | 10              | 10              | 10          |
| 11   | Bing Han / Hui Yang                       | Chine         | 22.0   | 11              | 11              | 11              | 11          |
| 12   | Hye Yong Kim / Sung Chol Chon             | Corée du Nord | 24.0   | 12              | 12              | 12              | 12          |

## Source
- Patinage Magazine no 36 (mars/avril 1993)